# Nørreport (København)
 For alternative betydninger, se Nørreport. (Se også artikler, som begynder med Nørreport)
Nørreport var en af Københavns fire byporte. De tre andre byporte til København var Østerport, Vesterport og Amagerport.
Nørreport var indkørselsport for rejsende fra Norge, Sverige som ankom via Helsingør. På grund af sin beliggenhed var det også den port rejsende fra det østlige og nordlige Sjælland brugte når de skulle ind til byen. Da de danske kongelige ofte anvendte Frederiksborg Slot som sommerresidens og gik igennem Nørreport på rejsen derhen, blev den gade som ligger lige indenfor porten kaldt Frederiksborggade, et navn den bærer endnu. 
En ældre port blev i 1671 erstattet af en ny port, bygget af Christian 5. efter tegninger af Lambert van Haven. Denne nye port blev Københavns højeste og mest kunstnerisk udsmykkede byport. Udsmykningen var i sandsten og bestod bl.a. af en kvindefigur på hver side af porten som symbol på gudsfrygt og retfærdighed og hentydede således til Christian 5.s valgsprog. 
Nørreport blev nedrevet 1857 da voldene omkring byen nedlagdes.
Der blev i 1925 opsat en af P.V. Jensen Klint tegnet nulpunktsten udfor Frederiksborggade 20A, som markerer hvor Nørreport var placeret.

## Galleri
- Nørreport set udefra
- Plan og opstalt af Nørreport, fra Den danske Vitruvius
- Nørreports ruiner. 1873

## Ekstern henvisning
- Nørreport, København Arkiveret 27. september 2007 hos  Wayback Machine

55°41′1.52″N 12°34′16.79″Ø / 55.6837556°N 12.5713306°Ø